# Espinho
Espinho (portugisiskt uttal: [(ɨ)ʃˈpiɲu]
 ( lyssna)) är en stad och kommun i norra Portugal.                                      Den ligger på ett slättområde vid atlantkusten, 17 km söder om staden Porto.
Staden har 9 832 invånare (2011). Den är huvudorten i kommunen Espinho, vilken ingår i distriktet Aveiro, och är också en del av Portos storstadsregion (Área Metropolitana do Porto). Espinho är känd som badort och för sitt kasino.
Kommunen har 31 786 invånare (2020) och en yta på 21 km².

## Freguesias
Espinho består av fyra freguesias (kommundelar).
- Anta e Guetim
- Espinho
- Páramos
- Silvalde

## Ortnamnet
Ortnamnet Espinho härstammar från latinets spinum (”tagg”).

## Ekonomi
Espinhos ekonomi bygger framför allt på turismen (hotellen, badstranden, kasinot, golfbanan).                                                                                    Även industrin har en relevant roll (fiskkonserver, textilier, möbler).

## Kommunikationer
Motorvägen A29 från Porto till Aveiro går igenom Espinho.

## Sevärdheter
- Igreja Matriz de Espinho – Kyrka.[6]
- Praia da Baía – Badstrand.[7]
- Casino Espinho - Kasinot
- Castro de Ovil - Fornborg från 100-talet f.Kr.

## Bilder

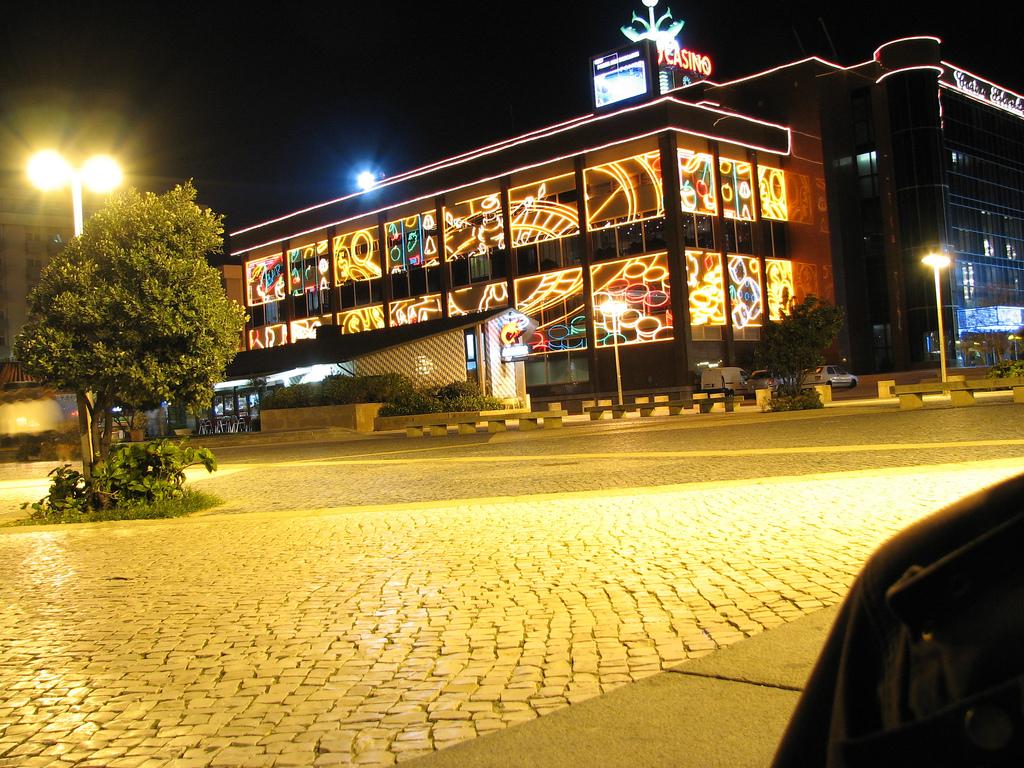
Kasinot i Espinho
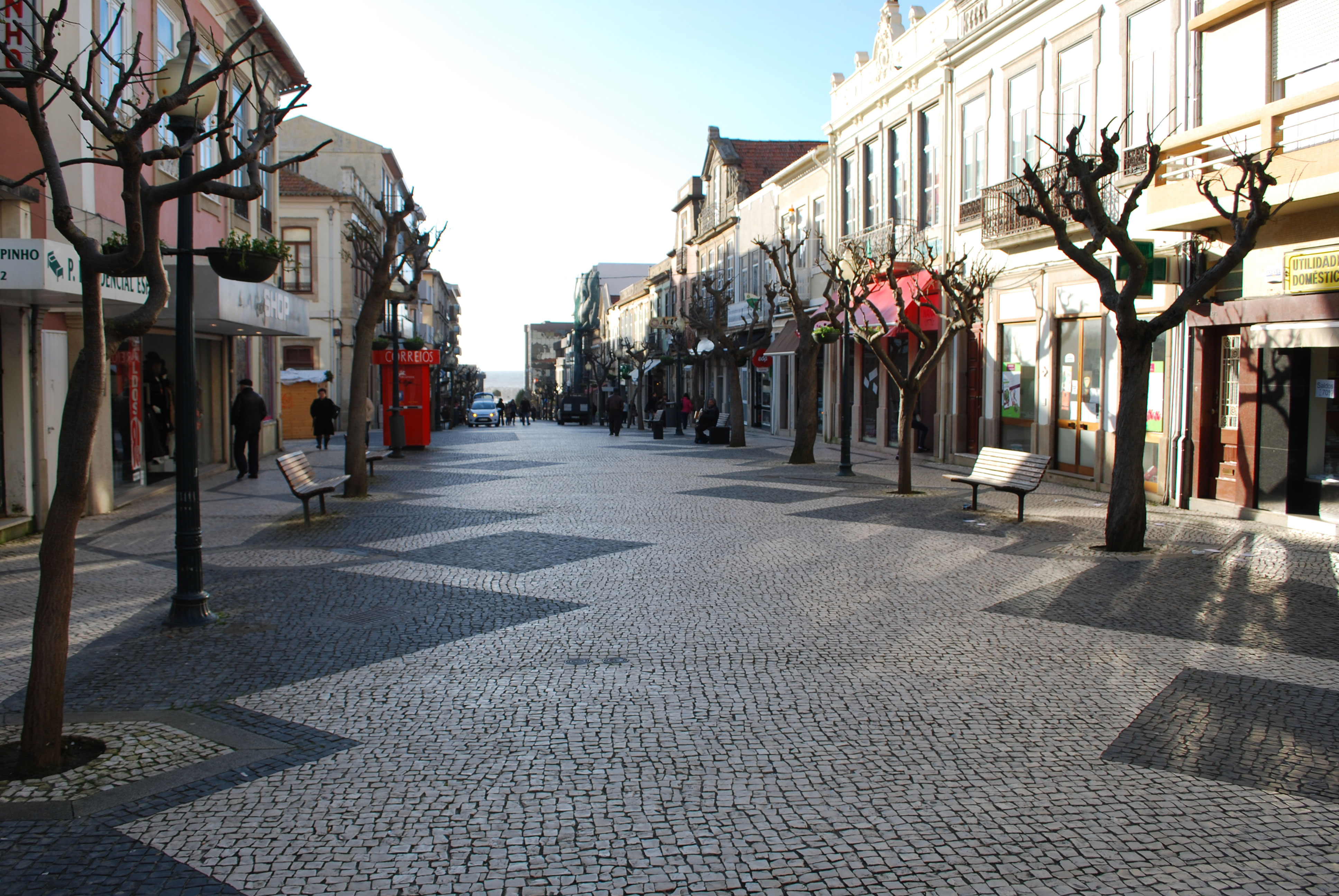
Gågata i staden
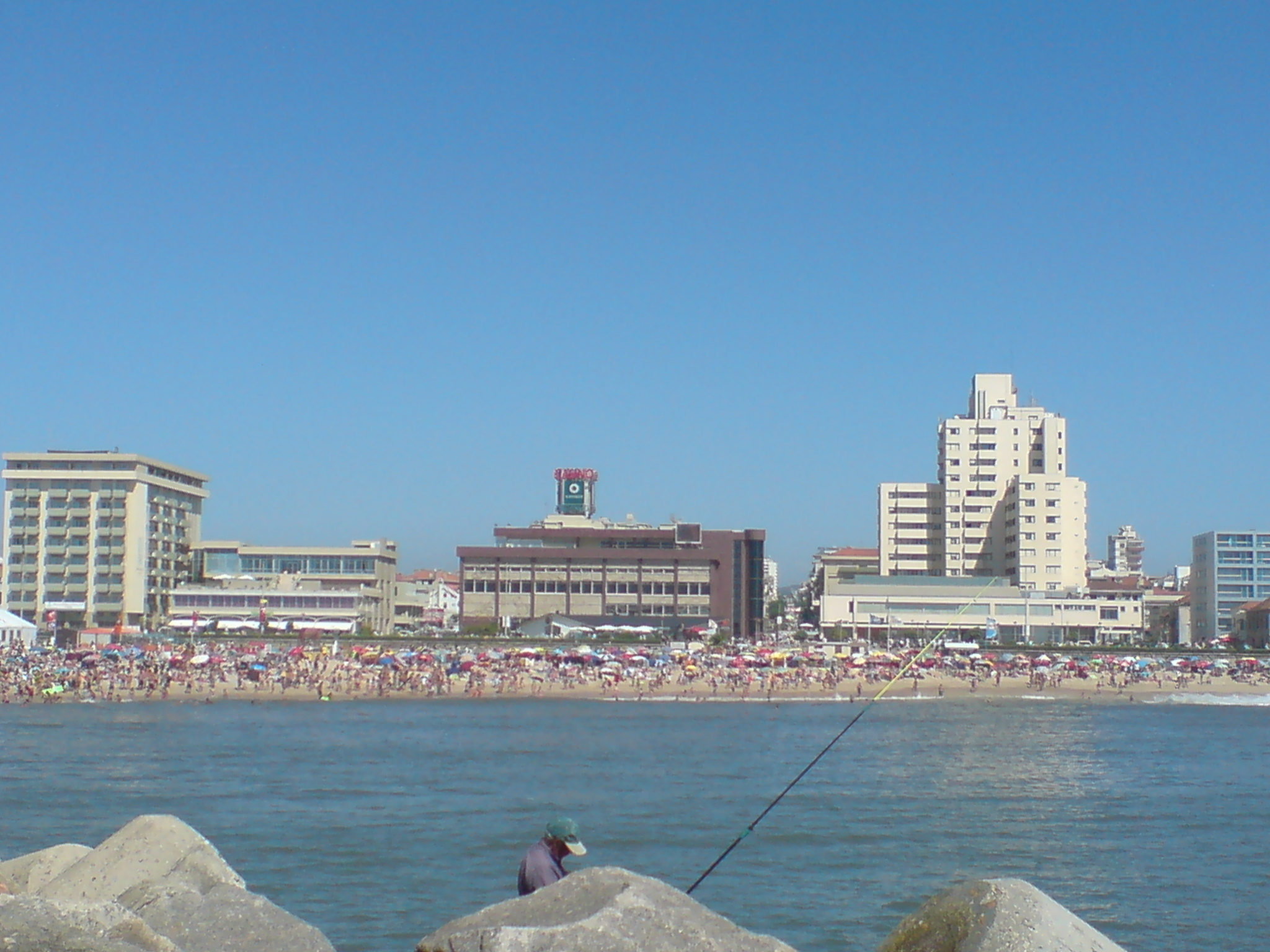
Badstranden i Espinho
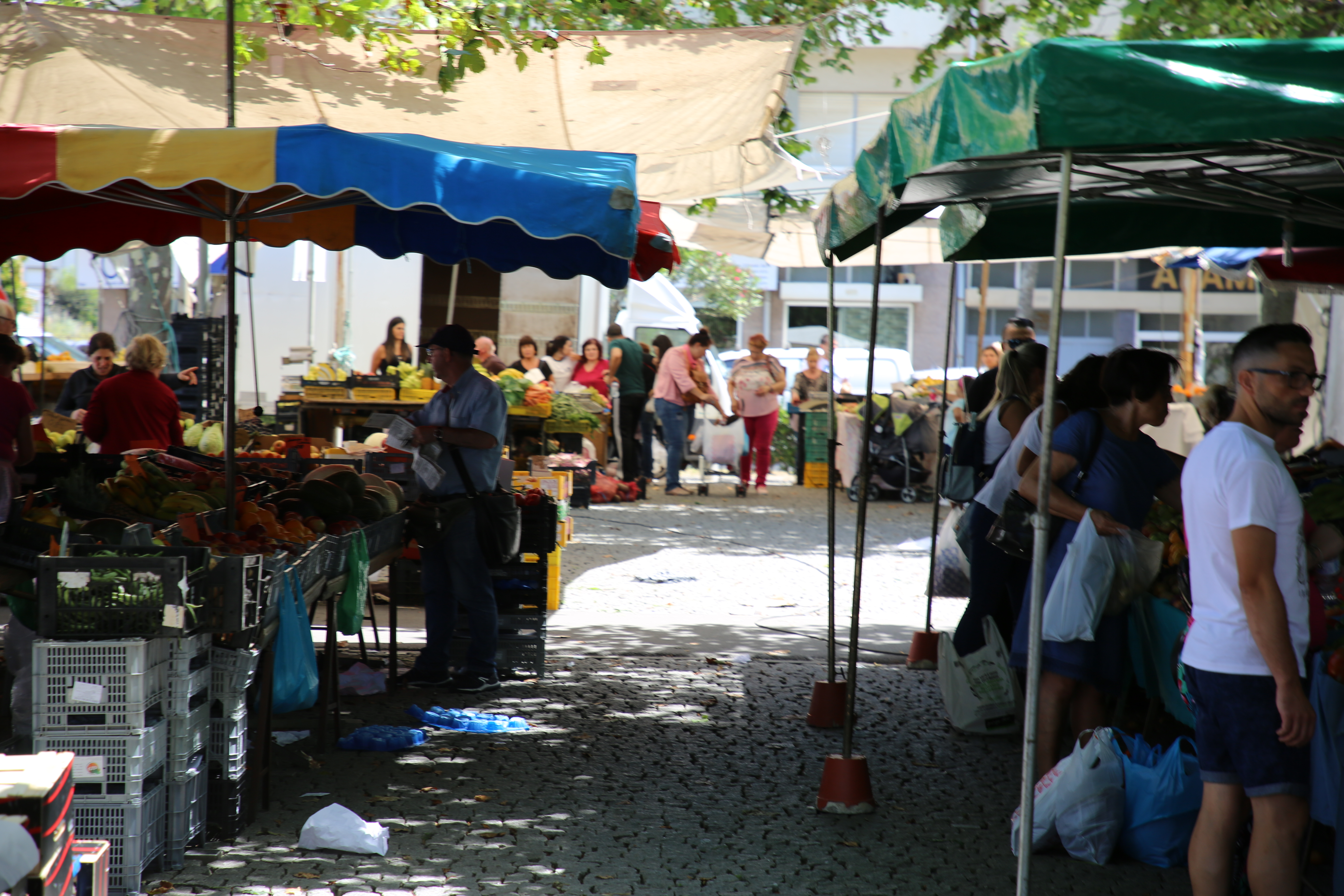
Gatumarknaden i Espinho
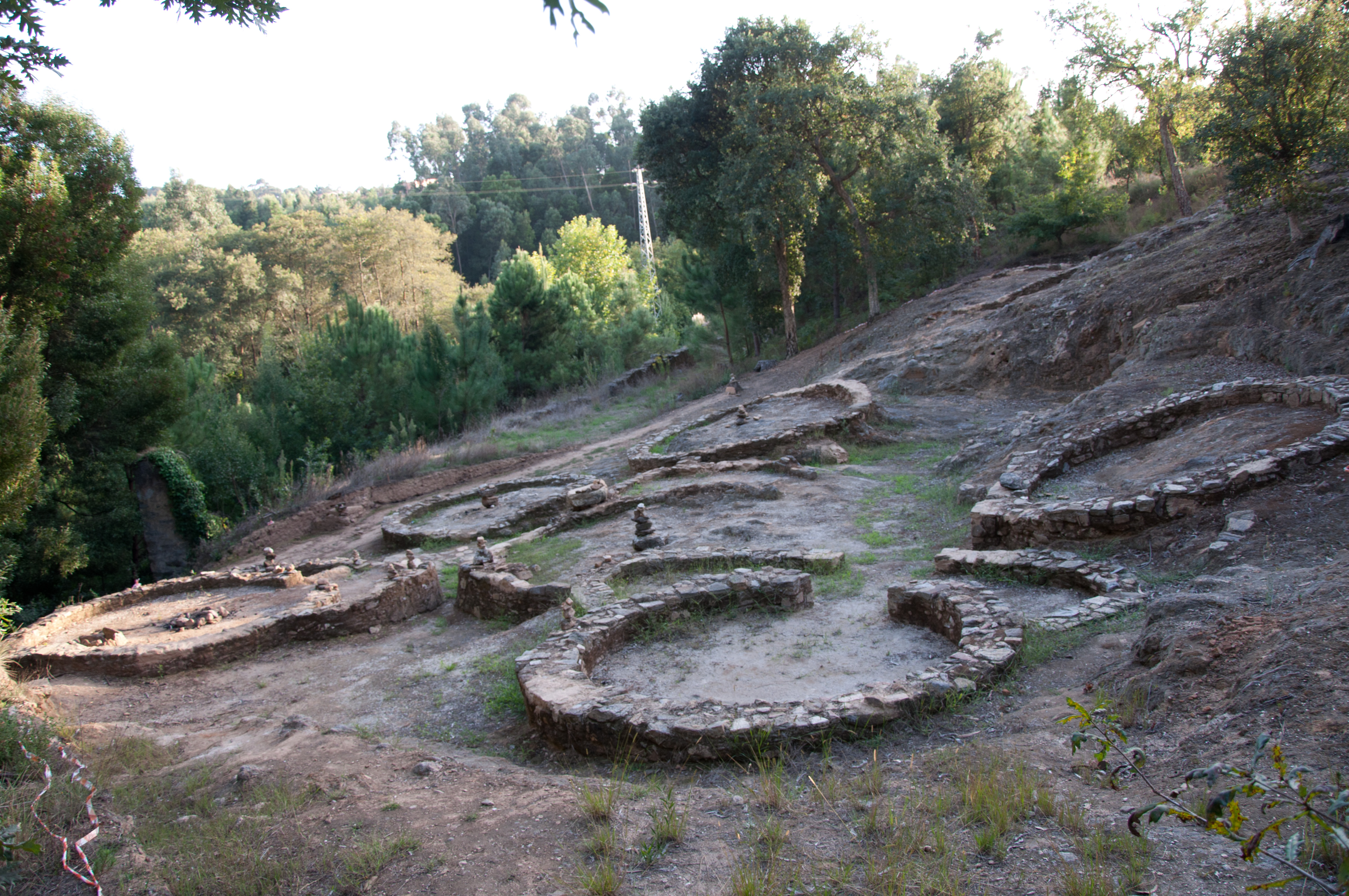
Fornborgen Castro de Ovil
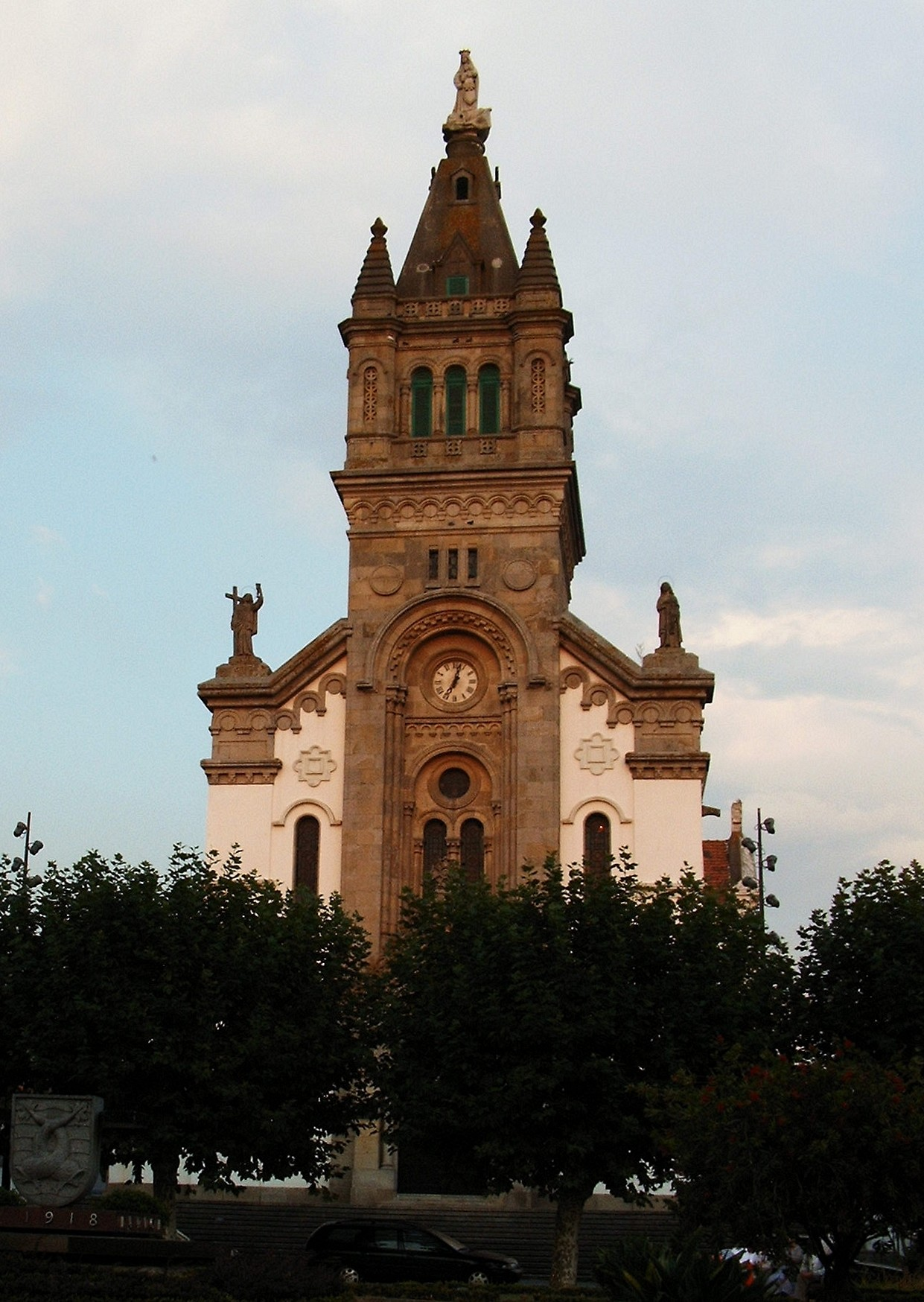
Kyrkan Igreja Matriz de Espinho